# Kalven på Kornö
Kalven på Kornö är ett naturreservat i Lysekils kommun i Västra Götalands län.
Området är naturskyddat sedan 2016 och är 25 hektar stort. Reservatet omfattar södra udden av Stora Kornö. Reservatet består till största delen av hällmarker, och här finns också den 13 meter långa grottan ”Klingkyrka".